# Eduardo das Neves
Eduardo Sebastião das Neves, payaso, poeta, cantante, compositor y violinista, nació en 1874 en Río de Janeiro y murió en la misma ciudad el 11 de noviembre de 1919. Compuso la marcha "A Conquista do Ar" (la conquista del aire), en 1903, en homenaje a Alberto Santos Dumont.
Fue padre del cantante y compositor Cândido das Neves (Índio).
- Datos: Q8772421
- Multimedia: Eduardo Sebastião das Neves / Q8772421